# Seasons After Fall
Seasons After Fall est un jeu vidéo de plates-formes et de réflexion développé par Swing Swing Submarine et édité par Focus Home Interactive, sorti en 2016 sur Windows, Mac, Linux, PlayStation 4 et Xbox One.

## Système de jeu
Le joueur incarne un renard roux traversant une forêt dans le but de sauver les esprits des quatre saisons.

## Accueil
- Jeuxvideo.com : 16/20[1]